# Sean Patrick Thomas
Sean Patrick Thomas (* 17. Dezember 1970 in  Wilmington, Delaware) ist ein US-amerikanischer Schauspieler.
Sean Patrick Thomas, dessen Eltern aus Guyana stammen, studierte an der University of Virginia Jura und wollte ursprünglich Anwalt werden. Eine Probe für eine Rolle in A Raisin in the Sun änderte jedoch seine Meinung und er wurde Schauspieler.
Von 2000 bis 2004 spielte er den jungen Polizisten Detective Temple Page in der Krimiserie The District – Einsatz in Washington.

## Filmografie (Auswahl)
- 1996: Mut zur Wahrheit (Courage Under Fire)
- 1997: Der gebuchte Mann (Picture Perfect)
- 1998: Ich kann’s kaum erwarten! (Can’t Hardly Wait)
- 1999: Eiskalte Engel (Cruel Intentions)
- 2000: Wes Craven präsentiert Dracula (Wes Craven Presents Dracula 2000)
- 2000–2004: The District – Einsatz in Washington (The District, Fernsehserie)
- 2001: Save the Last Dance
- 2001: Nicht noch ein Teenie-Film! (Not Another Teen Movie)
- 2002: Barbershop
- 2002: Halloween: Resurrection
- 2004: Barbershop 2 (Barbershop 2: Back in Business)
- 2006: The Fountain
- 2008: The Burrowers – Das Böse unter der Erde (The Burrowers)
- 2008: A Raisin in the Sun (Fernsehfilm)
- 2009: Lie to Me (Fernsehserie, 3 Folgen)
- 2012: Ringer (Fernsehserie, 6 Folgen)
- 2016: Barbershop: The Next Cut
- 2017: Criminal Minds (Fernsehserie, Episode 13x04)
- 2018: Rent-An-Elf: Die Weihnachtsplaner (Rent-an-Elf, Fernsehfilm)
- 2019: Lloronas Fluch (The Curse of La Llorona)
- 2019: Navy CIS (Fernsehserie, Episode 16x15)
- 2021: S.W.A.T. (Fernsehserie, Episode 4x06)
- 2021: Macbeth (The Tragedy of Macbeth)
- 2022: Till – Kampf um die Wahrheit (Till)
- 2022: Reasonable Doubt (Fernsehserie)
- 2022: The Boys Presents: Diabolical (Fernsehserie, 1 Folge)
- 2022–2024: For All Mankind (Fernsehserie)
- 2023: Generation V (Gen V, Fernsehserie)